# Tetraloniella lanzarotensis
Tetraloniella lanzarotensis là một loài Hymenoptera trong họ Apidae. Loài này được Tkalcu mô tả khoa học năm 1993.